# Список глав государств в 1924 году
| 1923 ← Список глав государств по годам → 1925 |

В списке перечислены лидеры государств по состоянию на 1924 год. В том случае, если ведущую роль в государстве играет коммунистическая партия, указан как де-юре глава государства — председатель высшего органа государственной власти, так и де-факто — глава коммунистической партии.
Если в 1924 году в каком-либо государстве произошла смена руководителя, в списке указываются оба из них. В случае если государство сменило флаг, указываются также оба флага.
Цветом выделены страны, в которых в данном году произошли смены власти вследствие следующих событий:
- Получение страной независимости;
- Военный переворот, революция, всеобщее восстание ;
- Президентские выборы;
- парламентские выборы, парламентский кризис;
- Смерть одного из руководителей страны;
- Иные причины.

## Значимые события
- 7 января — в Японии после покушения на регента Хирохито ушло в отставку правительство адмирала Гомбэя Ямамото. Новый кабинет сформировал председатель Тайного совета Кэйго Киёура[1];
- 12 января — новое правительство Китая возглавил Сунь Баочжи[2];
- 18 января — профессор Аймо Каяндер сформировал новое правительство Финляндии[3];
- 21 января — скончался первый Председатель Совета Народных Комиссаров СССР Владимир Ильич Ленин[4];
- 24 января
  - после поражения Консервативной партии на выборах 1923 года Джеймс Рамсей Макдональд сформировал первое лейбористское правительство Великобритании[5];
  - Элефтериос Велизелос, лидер Либеральной партии, победившей на выборах в декабре 1923 года, сформировал правительство Греции. Военный кабинет Стилианоса Гонатаса ушёл в отставку[6];
- 26 января — новым премьер-министром Латвии стал независимый Волдемар Замуэлс[7];
- 28 января — новое правительство Египта сформировал Саад Заглул-паша, лидер националистической партии ВАФД, победившей на парламентских выборах[8];
- 2 февраля — новым Председателем Совета Народных Комиссаров СССР назначен Алексей Иванович Рыков[9];
- 19 февраля — министр юстиции либерал Георгиос Кафандарис сформировал новое правительство Греции после отставки Элефтериоса Венизелоса[6];
- 5 марта — ушёл в отставку премьер-министр Албании Ахмет Зогу, легко раненый 23 февраля во время покушения. Новым главой правительства стал его родственник Шефкет Бей Верладжи[10];
- 10 марта — после начала Второй гражданской войны сложил полномочия и бежал из осаждённой столицы президент Гондураса генерал Рафаэль Сальвадор Лопес Гутьеррес. В стране установилось двоевластие[11];
- 12 марта — новое правительство Греции сформировал лидер Республиканского союза Александрос Папанастасиу[6];
- 17 марта — ушёл в отставку временный президент Парагвая Хосе Элихио Аяла, выдвинутый кандидатом в президенты на предстоящих выборах. Временным президентом назначен Луис Альберто Риарт[12];
- 25 марта — Учредительное собрание Греции упразднило монархию и отрешило от престола короля Георгиоса II. Временным главой государства стал регент адмирал Павлос Кунтуриотис[6][13];
- 26 марта — Государственным старейшиной Эстонии стал Фридрих Акель[14];
- 14 апреля — после того, как на плебисците 13 апреля население Греции высказалось за республику регент Павлос Кунтуриотис стал Временным правителем страны[6];
- 24 апреля — после победы Социал-демократической партии на парламентских выборах 11 апреля Торвальд Стаунинг сформировал первое в истории Дании социал-демократическое правительство[15];
- 30 апреля — в результате компромисса между различными противоборствующими группировками временным президентом Гондураса стал генерал Висенте Тоста Карраско[11];
- 8 мая — на пост президента Коста-Рики вступил представитель Республиканской партии Рикардо Хименес Ореамуно, победивший на президентских выборах 1923 года[16];
- 20 мая — в Урге скончался правитель Монголии Богдо-хан Богдо-гэгэн VIII. Функции главы государства временно переданы председателю Народного правительства Балингийну Цэрэндоржу[17][18];
- 24 мая — Греция провозглашена республикой, адмирал Павлос Кунтуриотис избран её президентом[6];
- 31 мая — новое правительство Финляндии сформировал Лаури Ингман[3];
- 10 июня — в ходе Июньской революции свергнуто правительство Албании во главе с Ильясом Беем Вриони, сформированное 2 июня[10][19];
- 11 июня — после парламентских выборов 10 мая новое правительство Японии сформировал Такааки Като[1];
- 13 июня — новым президентом Франции избран Гастон Думерг. Прежний президент Александр Мильеран досрочно ушёл в отставку под давлением партий Левого блока, победившего на выборах 11 мая 1924 года[20];
- 14 июня — во Франции Эдуар Эррио сформировал первое правительство Левого блока[21];
- 16 июня — в Албании сформировано правительство во главе с епископом Фаном Ноли[10][19];
- 18 июня — новое правительство Литвы сформировал христианский демократ Антанас Туменас[22];
- 30 июня — правительство Южно-Африканского Союза сформировал Джеймс Барри Герцог, лидер Националистической партии, победившей на выборах 19 июня 1924 года. Прежний премьер-министр Ян Христиан Смэтс ушёл в отставку 23 июня[23];
- 2 июля — новое правительство Китая сформировал министр иностранных дел Веллингтон Ку[2];
- 7 июля — новое правительство Португалии сформировал Алфреду Родригиш Гашпар[24];
- 12 июля — на пост президента Доминиканской республики вступил Фелипе Орасио Васкес, победивший на первых с 1914 года президентских выборах. Восстановлен государственный суверенитет страны, оккупированной США в 1916 году[25];
- 24 июля — новое правительство Греции сформировал либерал Фемистоклис Софулис[6];
- 25 июля — новое правительство Норвегии сформировал либерал Йохан Людвиг Мовинкель[26][27];
- 28 июля — новое правительство Югославии сформировал Любомир Давидович[28];
- 15 августа — на пост президента Парагвая вступил Хосе Элихио Аяла, победивший на президентских выборах 1924 года[12];
- 31 августа — III съезд Монгольской народной партии, переименованной в Монгольскую народно-революционную партию, избрадл председателем ЦК МНРП Цэрэн-Очирына Дамбадоржа[17][29];
- 1 сентября — на пост президента Эквадор вступил Гонсало Сегундо Кордова, победивший на президентских выборах 1924 года[30];
- 12 сентября — после военного переворота 5 сентября окончательно отстранён от власти президент Чили Артуро Алессандри. Власть сосредоточилась в руках вице-президента и главы военной хунты дивизионного генерала Луиса Альтамирано[31][32];
- 14 сентября — очередное правительство Китая сформировал Янь Хуэйцин[2];
- 1 октября — на пост президента Панамы вступил либерал Родольфо Чиари, победивший на выборах в сентябре 1924 года[33];
- 3 октября — в ходе Недждо-хиджазской войны отрёкся от престола король Хиджаза Хусейн бен Али. На престол вступил его сын Али ибн Сауд[34];
- 7 октября — очередное правительство Греции сформировал либерал Андреас Михалокопулас[6];
- 18 октября — после победы социал-демократов на сентябрьских выборах ушло в отставку консервативное правительство Швеции во главе с Эрнстом Трюггером. Новый однопартийный кабинет сформировал лидер Социал-демократической рабочей партии Карл Ялмар Брантинг[35];
- 2 ноября — официально отрешён от должности президент Китая маршал Цао Кунь, арестованный в ходе переворота 23 октября 1924 года. Временным президентом и главой правительства стал Хуан Фу[2];
- 6 ноября — новое правительство Югославии сформировал Никола Пашич[28];
- 7 ноября — консерватор Стэнли Болдуин вновь стал премьер-министром Великобритании после победы Консервативной партии на выборах 29 октября 1924 года[5];
- 20 ноября — после отставки Игнаца Зейпеля правительство Австрии сформировал Рудольф Рамек[36];
- 22 ноября — очередное правительство Португалии сформировал представитель правящей Демократической партии Жозе Домингуш душ Сантуш[24];
- 24 ноября
  - 1-й Великий народный хурал провозгласил Монголию Монгольской Народной Республикой[17];
  - новым президентом Китая стал маршал Дуань Цижуй[2];
  - подал в отставку премьер-министр Египта Саад Заглул-паша, отклонивший британский ультиматум после убийства в Каире генерал-губернатора Судана Ли Стэка. По поручению короля новый, уже внепарламентский, кабинет сформировал министр коммуникаций Ахмад Зивар-паша[8];
- 29 ноября — 1-й Великий народный хурал избрал Пэлжидийна Гэндэна первым Председателем Президиума Малого Государственного Хурала (главой государства) Монгольской Народной Республики[17];
- 1 декабря — на пост президента Мексики вступил генерал Плутарко Элиас Кальес, одержавший победу на выборах в июле 1924 года[37];
- 16 декабря — после предпринятой 1 декабря эстонскими коммунистами попытки переворота ушёл в отставку Государственный старейшина Эстонии Фридрих Акель. Новым Государственным старейшиной стал Юри Яаксон[14];
- 19 декабря — новое правительство Латвии сформировал представитель Крестьянского союза Хуго Целминьш[7];
- 24 декабря — в результате вторжения из Югославии отрядов Ахмета Зогу, в Албании свергнут режим Июньской революции во главе с Фаном Ноли. Смещённый в июне Ильяс-Бей Вриони восстановлен на посту премьер-министра 26 декабря[10][19];

## Азия
| | Арабские эмираты (протектораты Великобритании)                   |                                                          |                                                                      |                                                     |                      |  |
| |                                                                  | Абу-Даби                                                 | Эмир                                                                 | Султан II ибн Зайд аль-Нахайян                      | 1922—1926            |  |
| | Аджман                                                           | Эмир                                                     | Хумайд III ибн Абд аль-Азиз                                          | 1910—1928                                           |                      |  |
| | Дубай                                                            | Шейх                                                     | Саид ибн Мактум                                                      | 1912—1958                                           |                      |  |
| | Рас-эль-Хайма                                                    | Эмир                                                     | Султан II ибн Салим                                                  | 1921—1948                                           |                      |  |
| | Умм-эль-Кайвайн                                                  | Эмир                                                     | Хамад бин Ибрагим                                                    | 1923—1929                                           |                      |  |
| | Эль-Фуджайра                                                     | Шейх                                                     | Хамад I бин Абдаллах                                                 | 1876—1936                                           |                      |  |
| | Шарджа                                                           | Шейх                                                     | Халид II бин Ахмед Султан II бин Сакр                                | 1914—1924 —1951                                     |                      |  |
| | Асир                                                             | Асир                                                     | Эмир                                                                 | Али ибн Мухаммед аль-Идриси                         | 1923 — 1926          |  |
| | Афганистан                                                       | Афганистан                                               | эмир                                                                 | Аманулла                                            | 1919 — 1926          |  |
| | Бахрейн (протекторат Великобритании)                             | Бахрейн (протекторат Великобритании)                     | Хаким                                                                | Иса ибн Али Аль Халифа                              | 1869—1932            |  |
| | Британская Бирма (Шанские княжества)                             |                                                          |                                                                      |                                                     |                      |  |
| |                                                                  | Йонгве                                                   | Саофа                                                                | Сао Монг                                            | 1864—1885, 1897—1926 |  |
| | Кенгтунг                                                         | Саофа                                                    | Конг Кьо Инталенг                                                    | 1895—1935                                           |                      |  |
| | Локсок (Ятсок)                                                   | Саофа                                                    | Хкун Нсок                                                            | 1900—1946                                           |                      |  |
| | Мокме                                                            | Саофа                                                    | Хкун Хконг                                                           | 1915—1959                                           |                      |  |
| | Монгнай                                                          | Саофа                                                    | Хкун Кьо Сам                                                         | 1914—1928                                           |                      |  |
| | Монгпай                                                          | саофа                                                    | Хкун Пин Нья                                                         | 1908—1959                                           |                      |  |
| | Монгпон                                                          | Саофа                                                    | Хкун Ти                                                              | 1860—1928                                           |                      |  |
| | Северное Сенви                                                   | Саофа                                                    | Хом Хпа                                                              | 1915—1959                                           |                      |  |
| | Сипау                                                            | Саофа                                                    | Сао Хке                                                              | 1902—1928                                           |                      |  |
| | Южное Сенви                                                      | Саофа                                                    | Сао Сонг                                                             | 1913—1946                                           |                      |  |
| | Британская Индия                                                 | Британская Индия                                         | Император                                                            | Георг V                                             | 1910—1936            |  |
| Вице-король | Британская Индия                                                 | Британская Индия                                         | Руфус Айзекс                                                         | 1921—1926                                           |                      |  |
| |                                                                  | Аджайгарх                                                | Савай махараджа                                                      | Бхопал Сингх                                        | 1919—1942            |  |
| | Алвар                                                            | Махараджа                                                | Джай Сингх Прабхакар                                                 | 1892—1937                                           |                      |  |
| | Алираджпур                                                       | Рана                                                     | Пратап Сингх II                                                      | 1891—1941                                           |                      |  |
| | Баони                                                            | Наваб                                                    | Мохаммад Муштак аль-Хасан Хан                                        | 1911—1947                                           |                      |  |
| | Бансвара                                                         | Раджа                                                    | Притви Сингх                                                         | 1913—1944                                           |                      |  |
| | Барвани                                                          | Рана                                                     | Ранджит Сингх                                                        | 1894—1930                                           |                      |  |
| | Барода                                                           | Махараджа                                                | Саяджирао Гаеквад III                                                | 1875—1939                                           |                      |  |
| | Бахавалпур                                                       | Наваб                                                    | Садик Мухаммад Хан V                                                 | 1907—1947                                           |                      |  |
| | Башахра                                                          | Раджа                                                    | Падам Сингх                                                          | 1914—1947                                           |                      |  |
| | Бенарес                                                          | Махараджа бахадур                                        | Прабху Нарайян Сингх                                                 | 1889—1931                                           |                      |  |
| | Биджавар                                                         | Савай махараджа                                          | Савант Сингх                                                         | 1899—1940                                           |                      |  |
| | Биканер                                                          | Махараджа                                                | Ганга Сингх                                                          | 1887—1943                                           |                      |  |
| | Биласпур (Калур)                                                 | Раджа                                                    | Биджай Чанд                                                          | 1889—1927                                           |                      |  |
| | Бунди                                                            | Махарао раджа                                            | Рагубир Сингх                                                        | 1889—1927                                           |                      |  |
| | Бхавнагар                                                        | Махараджа                                                | Кришна Кумарсинхжи Бхавсинхжи                                        | 1919—1947                                           |                      |  |
| | Бхаратпур                                                        | Махараджа                                                | Кишан Сингх                                                          | 1900—1929                                           |                      |  |
| | Бхопал                                                           | наваб                                                    | Каикхусрау Джахан Бегум                                              | 1901—1926                                           |                      |  |
| | Ванканер                                                         | Махарана радж сахиб                                      | Амарсинхджи Банесинджи                                               | 1881—1947                                           |                      |  |
| | Гангпур                                                          | Раджа                                                    | Бхабани Шанкар Део                                                   | 1917—1930                                           |                      |  |
| | Гархвал                                                          | махараджа                                                | Нарендра Шах                                                         | 1913—1946                                           |                      |  |
| | Гвалиор                                                          | Махараджа                                                | Мадхорао Шинде                                                       | 1886—1925                                           |                      |  |
| | Гондал                                                           | Тхакур сахиб                                             | Бхагвацинхжи Саграмсинхджи                                           | 1869—1944                                           |                      |  |
| | Даспалла                                                         | раджа                                                    | Кишор Чандра Део Бханж                                               | 1913—1948                                           |                      |  |
| | Датия                                                            | Махараджа                                                | Говинд Сингх                                                         | 1907—1947                                           |                      |  |
| | Девас младшее                                                    | Махараджа                                                | Малхар Рао                                                           | 1918—1934                                           |                      |  |
| | Девас старшее                                                    | Махараджа                                                | Тукоджи Рао III                                                      | 1918—1937                                           |                      |  |
| | Джайпур                                                          | Махараджа савай                                          | Мадхо Сингх II Ман Сингх II                                          | 1922—1948                                           |                      |  |
| | Джанджира                                                        | Наваб                                                    | Мохаммад-Хан II                                                      | 1922—1947                                           |                      |  |
| | Джайсалмер                                                       | Махаравал                                                | Джавахир Сингх                                                       | 1914—1947                                           |                      |  |
| | Джалавад (Дрангадхра)                                            | Махараджа                                                | Ганшьямсинхджи Аджитсинхджи                                          | 1918—1942                                           |                      |  |
| | Джамму и Кашмир                                                  | Махараджа                                                | Пратап Сингх                                                         | 1885—1925                                           |                      |  |
| | Джаора                                                           | Наваб                                                    | Мухаммад Ифтихар Али                                                 | 1895—1947                                           |                      |  |
| | Дженкантал                                                       | Махараджа                                                | Шанкар Пратап Сингх Дев Махендра                                     | 1918—1948                                           |                      |  |
| | Джинд                                                            | Махараджа                                                | Ранбир Сингх                                                         | 1911—1947                                           |                      |  |
| | Джхабуа                                                          | Раджа                                                    | Удай Сингх                                                           | 1895—1942                                           |                      |  |
| | Джунагадх                                                        | Наваб                                                    | Мохаммад Махабат Ханджи III                                          | 1911—1947                                           |                      |  |
| | Джхалавар                                                        | Махараджа                                                | Бхавани Сингх                                                        | 1899—1929                                           |                      |  |
| | Дир                                                              | Наваб                                                    | Аврангзеб Бадшан Хан                                                 | 1904—1913, 1914—1925                                |                      |  |
| | Дхолпур                                                          | Махараджа рана                                           | Удайбхану Сингх                                                      | 1911—1947                                           |                      |  |
| | Дунгарпур                                                        | Махараджа                                                | Лакшман Сингх                                                        | 1918—1947                                           |                      |  |
| | Дхар                                                             | Раджа                                                    | Удаджи Радж II Павар                                                 | 1898—1926                                           |                      |  |
| | Идар                                                             | Махараджа                                                | Даулат Сингх                                                         | 1911—1931                                           |                      |  |
| | Индаур                                                           | Махараджа                                                | Тукоджи Рао III Холкар XIII                                          | 1903—1926                                           |                      |  |
| | Калат                                                            | Хан                                                      | Махмуд II                                                            | 1893—1931                                           |                      |  |
| | Камбей                                                           | наваб                                                    | Низам ад-Даула Наджм                                                 | 1915—1948                                           |                      |  |
| | Капуртхала                                                       | Махараджа                                                | Джагатджит Сингх                                                     | 1911—1947                                           |                      |  |
| | Караули                                                          | Махараджа                                                | Бханвар Пал                                                          | 1886—1927                                           |                      |  |
| | Кач                                                              | Махараджа                                                | Кхенгарджи III                                                       | 1875—1942                                           |                      |  |
| | Кишангарх                                                        | Махараджа                                                | Мадан Сингх                                                          | 1900—1926                                           |                      |  |
| | Колхапур                                                         | Махараджа                                                | Раджарам II                                                          | 1922—1940                                           |                      |  |
| | Кота                                                             | Махарао                                                  | Умед Сингх II                                                        | 1889—1940                                           |                      |  |
| | Кочин                                                            | Махараджа                                                | Рама Варма XVI                                                       | 1915—1932                                           |                      |  |
| | Куч-Бихар                                                        | Махараджа                                                | Джагаддипендра Нарайян                                               | 1922—1949                                           |                      |  |
| | Лас Бела                                                         | Хан                                                      | Гулям Мухаммад                                                       | 1921—1937                                           |                      |  |
| | Лохару                                                           | Наваб                                                    | Азиз-уд-Дин Ахмад-Хан                                                | 1920—1926                                           |                      |  |
| | Лунавада                                                         | рана                                                     | Вакхат Сингх                                                         | 1867—1929                                           |                      |  |
| | Майсур                                                           | Махараджа                                                | Кришнараджа Водеяр IV                                                | 1894—1940                                           |                      |  |
| | Макран                                                           | Наваб                                                    | Азам Джан Балох                                                      | 1922—1948                                           |                      |  |
| | Малеркотла                                                       | Наваб                                                    | Ахмад Али Хан                                                        | 1908—1947                                           |                      |  |
| | Манди                                                            | Раджа                                                    | Джогиндер Сен                                                        | 1913—1948                                           |                      |  |
| | Манипур                                                          | Махараджа                                                | Чурачандра Сингх                                                     | 1918—1941                                           |                      |  |
| | Марвар (Джодхпур)                                                | махараджа                                                | Умайд Сингх                                                          | 1918—1947                                           |                      |  |
| | Мевар (Удайпур)                                                  | Махарана                                                 | Фатех Сингх                                                          | 1884—1930                                           |                      |  |
| | Морви                                                            | Тхакур сахиб                                             | Лахдирджи Вагджи                                                     | 1922—1926                                           |                      |  |
| | Мудхол                                                           | Раджа                                                    | Малоджирао IV Радж Горпаде                                           | 1900—1937                                           |                      |  |
| | Набха                                                            | Махараджа                                                | Рипудаман Сингх                                                      | 1911—1928                                           |                      |  |
| | Наванагар                                                        | Джам сахеб                                               | Ранджитсинхджи Вибхаджи II                                           | 1907—1933                                           |                      |  |
| | Нарсингхгарх                                                     | Раджа                                                    | Арджун Сингх Викрам Сингх                                            | 1896—1924 —1947                                     |                      |  |
| | Орчха                                                            | Махараджа                                                | Пратап Сингх                                                         | 1874—1930                                           |                      |  |
| | Паланпур                                                         | Наваб-сахиб                                              | Талей Мухаммад Хан                                                   | 1918—1947                                           |                      |  |
| | Панна                                                            | Махараджа                                                | Ядвендра Сингх Джудео                                                | 1902—1947                                           |                      |  |
| | Патиала                                                          | Махараджа                                                | Бхупиндер Сингх                                                      | 1900—1938                                           |                      |  |
| | Порбандар                                                        | Махараджа сахиб                                          | Натварсинхджи Бхавсинхджи                                            | 1918—1948                                           |                      |  |
| | Пратабгарх                                                       | Махарават                                                | Рагхунат Сингх                                                       | 1890—1929                                           |                      |  |
| | Пудуккоттай                                                      | Раджа                                                    | Мартанда Бхайрава Тондаймен                                          | 1886—1928                                           |                      |  |
| | Раджгарх                                                         | Раджа                                                    | Бирендра Сингх                                                       | 1916—1936                                           |                      |  |
| | Раджпипла                                                        | Махарана                                                 | Виджайсинхджи                                                        | 1915—1948                                           |                      |  |
| | Радханпуа                                                        | Наваб                                                    | Мохаммад Джалал ад-Дин Хан                                           | 1910—1936                                           |                      |  |
| | Рампур                                                           | наваб                                                    | Хамид Али Хан                                                        | 1889—1930                                           |                      |  |
| | Ратлам                                                           | Махараджа                                                | Саджан Сингх                                                         | 1921—1947                                           |                      |  |
| | Рева                                                             | Махараджа                                                | Гулаб Сингх Джу Део                                                  | 1918—1946                                           |                      |  |
| | Савантвади                                                       | Раджа                                                    | Кхем Савант V Бхонсле                                                | 1913—1937                                           |                      |  |
| | Саилана                                                          | Раджа                                                    | Дилип Сингх                                                          | 1919—1948                                           |                      |  |
| | Самтхар                                                          | Махараджа                                                | Бир Сингх                                                            | 1896—1935                                           |                      |  |
| | Сангли                                                           | Рао                                                      | Чинтаман Рао II Дхунди                                               | 1903—1932                                           |                      |  |
| | Сват                                                             | Вали                                                     | Мьянгул Абдул Вадуд                                                  | 1918—1947                                           |                      |  |
| | Сирмур                                                           | Махараджа                                                | Амар Пракаш                                                          | 1911—1933                                           |                      |  |
| | Сирохи                                                           | Махарао                                                  | Сапур Рам Сингх                                                      | 1920—1946                                           |                      |  |
| | Ситамау                                                          | Раджа                                                    | Радж Рам Сингх II                                                    | 1900—1947                                           |                      |  |
| | Сонепур                                                          | Махараджа                                                | Митродайя Сингх Део                                                  | 1902—1937                                           |                      |  |
| | Сукет                                                            | Раджа                                                    | Лакшман Сен                                                          | 1919—1947                                           |                      |  |
| | Тонк                                                             | Наваб                                                    | Мухаммад Ибрагим Али Хан                                             | 1867—1930                                           |                      |  |
| | Траванкор                                                        | Махараджа                                                | Мулам Тхирунал Рама Варма V Читхира Тхирунал Баларама Варма II       | 1885—1924 —1949                                     |                      |  |
| | Трипура                                                          | Махааджа                                                 | Бикрама Кишор Маникья                                                | 1923—1947                                           |                      |  |
| | Фаридкот                                                         | Махараджа                                                | Хариндер Сингх                                                       | 1918—1947                                           |                      |  |
| | Хаирпур                                                          | Мир                                                      | Али Наваз Хан Талпур                                                 | 1921—1935                                           |                      |  |
| | Хайдарабад                                                       | Низам                                                    | Асаф Джах VII                                                        | 1911—1948                                           |                      |  |
| | Харан                                                            | Мир                                                      | Хабибулла                                                            | 1911—1948                                           |                      |  |
| | Хиндол                                                           | раджа                                                    | Наба Кишор Чандра                                                    | 1906—1948                                           |                      |  |
| | Хунза                                                            | мир                                                      | Мохаммад Назим Хан                                                   | 1892—1938                                           |                      |  |
| | Чамба                                                            | Раджа                                                    | Рам Сингх                                                            | 1919—1935                                           |                      |  |
| | Чаркхари                                                         | Махараджа                                                | Аримардан Сингх                                                      | 1920—1941                                           |                      |  |
| | Читрал                                                           | мехтар                                                   | Шуджа уль-Мульк                                                      | 1895—1936                                           |                      |  |
| | Чхатарпур                                                        | Махараджа                                                | Вишванатх Сингх                                                      | 1895—1932                                           |                      |  |
| | Шахпура                                                          | Раджа                                                    | Нахар Сингх                                                          | 1870—1932                                           |                      |  |
| | Бруней (протекторат Великобритании)                              | Бруней (протекторат Великобритании)                      | Султан                                                               | Мухаммад Джамалуль Алам II Ахмад Таджуддин          | 1906—1924 —1950      |  |
| | Бутан                                                            | Бутан                                                    | Король                                                               | Угьен Вангчук                                       | 1907—1926            |  |
| | Бухарская народная советская республика                          | Бухарская народная советская республика                  | Председатель ЦИК                                                     | Порса Ходжаев                                       | 1922—1924            |  |
| Председатель Совета Народных Назиров | Бухарская народная советская республика                          | Бухарская народная советская республика                  | Файзулла Ходжаев                                                     | 1920—1924                                           |                      |  |
| В 1924 году в результате национально-территориального размежевания в Средней Азии упразднена; территория разделена между новообразованными Узбекской Советской Социалистической Республикой, Туркменской Советской Социалистической Республикой и Таджикской Автономной Социалистической Советской Республикой; в мае 1925 года все эти республики вошли в Союз Советских Социалистических Республик | Бухарская народная советская республика                          | Бухарская народная советская республика                  |                                                                      |                                                     |                      |  |
| | Вьетнам (протекторат Франции Аннам)                              | Вьетнам (протекторат Франции Аннам)                      | Император                                                            | Нгуен Хоанг-тонг                                    | 1916—1925            |  |
| | Индонезийские султанаты                                          |                                                          |                                                                      |                                                     |                      |  |
| |                                                                  |                                                          |                                                                      |                                                     |                      |  |
| | Бачан (протекторат Нидерландов)                                  | Султан                                                   | Мухаммад Усман                                                       | 1900—1935                                           |                      |  |
| | Дели (протекторат Нидерландов)                                   | Султан                                                   | Мамун аль-Рашид Перкаша Алам Шах Амалуддин аль-Сани Перкаша Алам Шах | 1873—1924 —1945                                     |                      |  |
| | Джокьякарта (протекторат Нидерландов)                            | Султан                                                   | Хаменгкубувоно VIII                                                  | 1921—1939                                           |                      |  |
| | Мангкунегаран (протекторат Нидерландов)                          | султан                                                   | Мангкунегара VII                                                     | 1916—1944                                           |                      |  |
| | Понтианак (протекторат Нидерландов)                              | Султан                                                   | Мухаммад Алькадри                                                    | 1895—1944                                           |                      |  |
| | Саравак (протекторат Великобритании)                             | Раджа                                                    | Чарльз Вайнер Брук                                                   | 1917—1946                                           |                      |  |
| | Сиак (протекторат Нидерландов)                                   | Султан                                                   | Зияриф Касим II                                                      | 1915—1949                                           |                      |  |
| | Суракарта (протекторат Нидерландов)                              | Сусухунан                                                | Пакубовоно X                                                         | 1893—1939                                           |                      |  |
| | Ирак (протекторат Великобритании)                                | Ирак (протекторат Великобритании)                        | Король                                                               | Фейсал I                                            | 1921—1933            |  |
| Премьер-министр | Ирак (протекторат Великобритании)                                | Ирак (протекторат Великобритании)                        | Джафар аль-Аскари Ясин аль-Хашими                                    | (1923—1924, 1926—1928) (1924—1925, 1935—1936)       |                      |  |
| | Иран                                                             | Иран                                                     | Шах                                                                  | Ахмад-шах                                           | 1909—1925            |  |
| Премьер-министр | Иран                                                             | Иран                                                     | Реза Пехлеви                                                         | 1923—1925                                           |                      |  |
| | Йеменское королевство                                            | Йеменское королевство                                    | Король                                                               | Яхья бин Мухаммед Хамид-ад-Дин                      | 1918—1948            |  |
| | Йеменские султанаты и шейхства (протекторат Великобритании Аден) |                                                          |                                                                      |                                                     |                      |  |
| |                                                                  | Алави                                                    | Шейх                                                                 | Абд аль-Наби ибн Али аль-Алави                      | 1920—1925            |  |
| | Акраби                                                           | Шейх                                                     | Аль-Фадль ибн Абдалла аль-Акраби                                     | 1905—1940                                           |                      |  |
| | Аудхали                                                          | султан                                                   | Аль-Касим ибн Хамид                                                  | 1900—1928                                           |                      |  |
| | Верхний Аулаки                                                   | Султан                                                   | Салих ибн Абдалла                                                    | 1887—1935                                           |                      |  |
| | Верхняя Яфа                                                      | Султан                                                   | Салих II бин Умар аль-Хархара                                        | 1919—1927                                           |                      |  |
| | Дали                                                             | Эмир                                                     | Хайдара бин Насир аль-Амири                                          | 1920—1928                                           |                      |  |
| | Касири                                                           | Султан                                                   | Мансур ибн Галиб                                                     | 1880—1929                                           |                      |  |
| | Куайти                                                           | Султан                                                   | Умар ибн Авад аль-Куайти                                             | 1922—1936                                           |                      |  |
| | Лахедж                                                           | Султан                                                   | Абд аль-Карим II ибн Фадл                                            | 1915—1947                                           |                      |  |
| | Мафлахи                                                          | Шейх                                                     | Аль-Касим ибн Абд аль-Рахман                                         | 1920—1967                                           |                      |  |
| | Махра                                                            | Султан                                                   | Абдаллах III бин Иса                                                 | 1907—1928                                           |                      |  |
| | Нижний Аулаки                                                    | Султан                                                   | Абу Бакр II ибн Насир аль-Аулаки Мунассар II ибн Али аль-Аулаки      | 1912—1924 —1930                                     |                      |  |
| | Нижняя Яфа                                                       | Cултан                                                   | Мухсин II ибн Али аль-Афифи                                          | 1916—1925                                           |                      |  |
| | Фадли                                                            | Cултан                                                   | Хусайн I бин Ахмад Абд аль-Кадир бин Ахмад                           | 1907—1924 —1927                                     |                      |  |
| | Шаиб                                                             | Шейх                                                     | Мутаххар ибн Мани аль-Саклади                                        | 1915—1935                                           |                      |  |
| | Камбоджа (протекторат Франции)                                   | Камбоджа (протекторат Франции)                           | Король                                                               | Сисоват I                                           | 1904—1927            |  |
| | Катар (протекторат Великобритании) (протекторат Франции)         | Катар (протекторат Великобритании) (протекторат Франции) | Эмир                                                                 | Абдаллах бин Джасим Аль Тани                        | 1913—1949            |  |
| | Китайская Республика                                             | Китайская Республика                                     | Президент                                                            | Цао Кунь Дуань Цижуй                                | 1923—1924 —1926      |  |
| Премьер-министр | Китайская Республика                                             | Китайская Республика                                     | Гао Линвэй Сунь Баоци Гу Вэйцзюнь Янь Хуэйцин Хуан Фу                | 1923—1924 (1921, 1922, 1924, 1926) 1924             |                      |  |
| | Кувейт (протекторат Великобритании)                              | Кувейт (протекторат Великобритании)                      | Шейх                                                                 | Ахмед аль-Джабер ас-Сабах (Ахмед I)                 | 1921—1950            |  |
| | Луангпхабанг (протекторат Франции)                               | Луангпхабанг (протекторат Франции)                       | Король                                                               | Сисаванг Вонг                                       | 1904—1945            |  |
| | Малайские султанаты                                              |                                                          |                                                                      |                                                     |                      |  |
| |                                                                  | Джохор                                                   | Султан                                                               | Ибрагим аль Масихур                                 | 1895—1957            |  |
| | Кедах (протекторат Великобритании)                               | Cултан                                                   | Абдул Хамид Халим                                                    | 1881—1943                                           |                      |  |
| | Келантан (протекторат Великобритании)                            | Султан                                                   | Исмаил ибн Альмархум                                                 | 1920—1944                                           |                      |  |
| | Негери-Сембилан (протекторат Великобритании)                     | Ямтуан бесар                                             | Мухаммад                                                             | 1888—1933                                           |                      |  |
| | Паханг (протекторат Великобритании)                              | Султан                                                   | Абдулла I аль-Мутасим Биллах Шах                                     | 1917—1932                                           |                      |  |
| | Перак (протекторат Великобритании)                               | Султан                                                   | Искандар-шах                                                         | 1918—1938                                           |                      |  |
| | Перлис (протекторат Великобритании)                              | Раджа                                                    | Алва                                                                 | 1905—1943                                           |                      |  |
| | Селангор (протекторат Великобритании)                            | Султан                                                   | Алааддин Сулейман                                                    | 1898—1938                                           |                      |  |
| | Тренгану (протекторат Великобритании)                            | Султан                                                   | Сулайман Бадрул Алам Шах                                             | 1920—1942                                           |                      |  |
| | Мальдивы (протекторат Великобритании)                            | Мальдивы (протекторат Великобритании)                    | султан                                                               | Мухаммад Шамсуддин III                              | 1893, 1902—1934      |  |
| | Монголия                                                         | Монголия                                                 | Богдо-хан                                                            | Богдо-гэгэн VIII                                    | 1911—1924            |  |
| В 1924 году после смерти Богдо-хана монархия упразднена, образована Монгольская Народная Республика | Монголия                                                         | Монголия                                                 |                                                                      |                                                     |                      |  |
| Монгольская Народная Республика | Монгольская Народная Республика                                  | Председатель Великого Государственного Хурала            | Навандоржийн Жадамба Пэлжидийн Гэндэн                                | 1924 —1927                                          |                      |  |
| Монгольская Народная Республика | Монгольская Народная Республика                                  | Председатель ЦК Монгольской народной партии              | Ажвагийн Данзан Цэрэн-Очирын Дамбадорж                               | 1923—1924 —1928                                     |                      |  |
| Монгольская Народная Республика | Монгольская Народная Республика                                  | Премьер-министр                                          | Балингийн Цэрэндорж                                                  | 1923—1928                                           |                      |  |
| | Неджд                                                            | Неджд                                                    | Султан                                                               | Абдул-Азиз Аль Сауд                                 | 1921—1926            |  |
| | Непал                                                            | Непал                                                    | Король                                                               | Трибхуван                                           | 1911—1955            |  |
| Премьер-министр | Непал                                                            | Непал                                                    | Чандра Шамшер Рана                                                   | 1901—1929                                           |                      |  |
| | Оман (протекторат Великобритании)                                | Оман (протекторат Великобритании)                        | Султан                                                               | Теймур бин Фейсал                                   | 1913—1932            |  |
| | Османская империя                                                | Османская империя                                        | Халиф                                                                | Абдул-Меджид II                                     | 1922—1924            |  |
| В 1924 году халифат упразднен | Османская империя                                                | Османская империя                                        |                                                                      |                                                     |                      |  |
| Турецкая республика | Турецкая республика                                              | Президент                                                | Мустафа Кемаль                                                       | 1923—1938                                           |                      |  |
| Турецкая республика | Турецкая республика                                              | Премьер-министр                                          | Исмет Инёню Али Фетхи Окьяр                                          | (1923—1924, 1925—1937, 1961—1965) (1923, 1924—1925) |                      |  |
| | Сиам (Раттанакосин)                                              | Сиам (Раттанакосин)                                      | Король                                                               | Рама VI (Вачиравуд)                                 | 1910—1925            |  |
| | Сикким (протекторат Великобритании)                              | Сикким (протекторат Великобритании)                      | Чогьял                                                               | Таши Намгьял                                        | 1914—1963            |  |
| | Танну́-Ту́ва                                                       | Танну́-Ту́ва                                               | Председатель президиума Малого Хурала                                | Дондук Куулар                                       | 1924—1926            |  |
| Председатель Совета министров | Танну́-Ту́ва                                                       | Танну́-Ту́ва                                               | Монгуш Буян-Бадыргы Соян Оруйгу                                      | (1921—1922, 1923—1924) 1924—1925                    |                      |  |
| Генеральный секретарь Тувинской народно-революционной партии | Танну́-Ту́ва                                                       | Танну́-Ту́ва                                               | Курседи Оюн Шагдыр                                                   | 1923—1924 —1926                                     |                      |  |
| | Тибет (протекторат Китайской Республики)                         | Тибет (протекторат Китайской Республики)                 | далай-лама                                                           | Тхуптэн Гьяцо (Далай-лама XIII)                     | 1879—1933            |  |
| | Трансиордания (протекторат Великобритании)                       | Трансиордания (протекторат Великобритании)               | Эмир                                                                 | Абдалла ибн Хусейн                                  | 1921—1946            |  |
| Премьер-министр | Трансиордания (протекторат Великобритании)                       | Трансиордания (протекторат Великобритании)               | Хасан Халид Абу аль-Худа Али Рида Баша ар-Рикаби                     | (1923—1924, 1926—1931) (1922—1923, 1924—1926)       |                      |  |
| | Хорезмская Социалистическая Советская Республика                 | Хорезмская Социалистическая Советская Республика         | Председатель Президиума Центрального Исполнительного Комитета        | Атаджан Сафаев                                      | 1922—1924            |  |
| Председатель Совета Народных Назиров | Хорезмская Социалистическая Советская Республика                 | Хорезмская Социалистическая Советская Республика         | Бабаджан Атаджанов Саидулла Турсунходжаев                            | 1922—1923 —1924                                     |                      |  |
| В 1924 году в результате национально-территориального размежевания в Средней Азии упразднена; территория разделена между новообразованными Узбекской Советской Социалистической Республикой, Туркменской Советской Социалистической Республикой и Таджикской Автономной Социалистической Советской Республикой; в мае 1925 года все эти республики вошли в Союз Советских Социалистических Республик | Хорезмская Социалистическая Советская Республика                 | Хорезмская Социалистическая Советская Республика         |                                                                      |                                                     |                      |  |
| | Хиджаз                                                           | Хиджаз                                                   | Король                                                               | Хусейн ибн Али аль-Хашими Али ибн Хусейн            | 1916—1924 —1925      |  |
| | Япония                                                           | Япония                                                   | Император                                                            | Ёсихито (император Тайсё)                           | 1912—1926            |  |
| Премьер-министр | Япония                                                           | Япония                                                   | Ямамото Гомбэй Киёура Кэйго Такааки Като                             | (1913—1914, 1923—1924) 1924 —1926                   |                      |  |

## Африка
| Флаг               | Страна                                 | Страна                                 | Должность                                      | Имя                              | Начало и конец срока | Фото |
| ------------------ | -------------------------------------- | -------------------------------------- | ---------------------------------------------- | -------------------------------- | -------------------- | ---- |
|                    | Аусса                                  | Аусса                                  | султан                                         | Яйо ибн Мухаммад                 | 1902—1927            |      |
|                    | Буганда (протекторат Великобритании)   | Буганда (протекторат Великобритании)   | кабака                                         | Дауди Чва II                     | 1897—1939            |      |
|                    | Бурунди (протекторат Бельгии)          | Бурунди (протекторат Бельгии)          | Мвами (король)                                 | Мвамбутса IV                     | 1915—1966            |      |
|                    | Джимма                                 | Джимма                                 | король                                         | Абба Джифар II                   | 1878—1932            |      |
|                    | Египет                                 | Египет                                 | Король                                         | Фуад I                           | 1922—1936            |      |
| Премьер-министр    | Египет                                 | Египет                                 | Яхья Ибрагим-паша Саад Заглул Ахмад Зивар-паша | 1923—1924 —1926                  |                      |      |
|                    | Занзибар (протекторат Великобритании)  | Занзибар (протекторат Великобритании)  | Султан                                         | Халифа ибн Харуб                 | 1911—1960            |      |
|                    | Либерия                                | Либерия                                | Президент                                      | Чарльз Данбэр Кинг               | 1920—1930            |      |
|                    | Маджиртин (протекторат Италии)         | Маджиртин (протекторат Италии)         | султан                                         | Кисмаан II Осман Махмуд          | 1860—1927            |      |
|                    | Марокко (протекторат Франции)          | Марокко (протекторат Франции)          | Султан                                         | Мулай Юсуф                       | 1912—1927            |      |
|                    | Рифская республика                     | Рифская республика                     | Президент (эмир)                               | Абд аль-Крим                     | 1921—1926            |      |
| Премьер-министр    | Рифская республика                     | Рифская республика                     | Хадж Хатми                                     | 1923—1926                        |                      |      |
|                    | Руанда (протекторат Бельгии)           | Руанда (протекторат Бельгии)           | мвами                                          | Юхи V                            | 1896—1931            |      |
|                    | Салум (протекторат Франции)            | Салум (протекторат Франции)            | маад                                           | Маава Сему Диуф                  | 1919—1935            |      |
|                    | Свазиленд (протекторат Великобритании) | Свазиленд (протекторат Великобритании) | нгвеньяма (король)                             | Собуза II                        | 1899—1982            |      |
|                    | Тунис (протекторат Франции)            | Тунис (протекторат Франции)            | Бей                                            | Мухаммад VI аль-Хабиб            | 1922—1929            |      |
|                    | Эфиопия                                | Эфиопия                                | Императрица                                    | Заудиту                          | 1916—1930            |      |
| Премьер-министр    | Эфиопия                                | Эфиопия                                | Хабте Гиоргис Динагде                          | 1909—1927                        |                      |      |
|                    | Южно-Африканский Союз                  | Южно-Африканский Союз                  | Король                                         | Георг VI                         | 1910—1936            |      |
| Генерал-губернатор | Южно-Африканский Союз                  | Южно-Африканский Союз                  | Артур Коннаутский Александр Кембридж           | 1920—1924 —1931                  |                      |      |
| Премьер-министр    | Южно-Африканский Союз                  | Южно-Африканский Союз                  | Ян Смэтс Джеймс Барри Герцог                   | (1919—1924, 1939—1948) 1924—1939 |                      |      |

## Европа
| Флаг                                                                                             | Страна                                                     | Страна                                                     | Должность | Имя | Начало и конец срока                                                  | Фото |
| ------------------------------------------------------------------------------------------------ | ---------------------------------------------------------- | ---------------------------------------------------------- | --- | --- | --------------------------------------------------------------------- | ---- |
| Флаг Австрии                                                                                     | Австрия                                                    | Австрия                                                    | Федеральный президент | Михаэль Хайниш | 1920—1928                                                             |      |
| Флаг Австрии                                                                                     | Австрия                                                    | Австрия                                                    | Федеральный канцлер | Игнац Зейпель Рудольф Рамек                                                                                                  | (1922—1924, 1926—1929) 1924—1926                                      |      |
|                                                                                                  | Албания                                                    | Албания                                                    | Премьер-министр | Ахмет Зогу Шефкет Верладжи Илиаз Бей Вриони Фан Ноли                                                                         | (1922—1924, 1925) (1924, 1939—1941) (1920—1921, 1924, 1924—1925) 1924 |      |
| Флаг Андорры                                                                                     | Андорра                                                    | Андорра                                                    | Соправители | Александр Мильеран Гастон Думерг, Президент Франции                                                                          | 1920—1924 —1931                                                       |      |
| Флаг Андорры                                                                                     | Андорра                                                    | Андорра                                                    | Соправители | Хусти Гвитарт-и-Вилардево, Епископ Урхельский                                                                                | 1920—1940                                                             |      |
| Флаг Бельгии                                                                                     | Бельгия                                                    | Бельгия                                                    | Король | Альберт I | 1909—1934                                                             |      |
| Флаг Бельгии                                                                                     | Бельгия                                                    | Бельгия                                                    | Премьер-министр | Жорж Тёнис | 1921—1925, 1934—1935                                                  |      |
|                                                                                                  | Болгария                                                   | Болгария                                                   | Царь | Борис III | 1918—1943                                                             |      |
| Премьер-министр                                                                                  | Болгария                                                   | Болгария                                                   | Александр Цанков | 1923—1926 |                                                                       |      |
|                                                                                                  | Великобритания и Ирландия                                  | Великобритания и Ирландия                                  | Король | Георг V | 1910—1936                                                             |      |
| Премьер-министр                                                                                  | Великобритания и Ирландия                                  | Великобритания и Ирландия                                  | Стэнли Болдуин Джеймс Рамсей Макдональд                                                                                       | (1923—1924, 1924—1929, 1935—1937) (1924, 1929—1935)                                                                          |                                                                       |      |
|                                                                                                  | Венгрия                                                    | Венгрия                                                    | Регент | Миклош Хорти | 1920—1944                                                             |      |
| Премьер-министр                                                                                  | Венгрия                                                    | Венгрия                                                    | Иштван Бетлен | 1921—1931 |                                                                       |      |
|                                                                                                  | Германское государство (Веймарская республика)             | Германское государство (Веймарская республика)             | Рейхспрезидент | Фридрих Эберт | 1919—1925                                                             |      |
| Рейхсканцлер                                                                                     | Германское государство (Веймарская республика)             | Германское государство (Веймарская республика)             | Вильгельм Маркс | 1923—1925, 1926—1928 |                                                                       |      |
|                                                                                                  | Греция                                                     | Греция                                                     | Король | Георг II | 1922—1924, 1935—1947                                                  |      |
| В 1924 году в результате референдума монархия упразднена, образована Вторая Греческая республика | Греция                                                     | Греция                                                     | | |                                                                       |      |
| Президент                                                                                        | Греция                                                     | Греция                                                     | Павлос Кунтуриотис | 1924—1926, 1926—1929 |                                                                       |      |
| Премьер-министр                                                                                  | Греция                                                     | Греция                                                     | Стилианос Гонатас Элефтериос Венизелос Георгиос Кафандарис Александрос Папанастасиу Темистоклис Софулис Андреас Михалакопулос | 1922—1924 (1910—1915, 1915, 1917—1920, 1924, 1928—1932, 1932, 1933) 1924 (1924, 1932) (1924, 1945—1946, 1947—1949) 1924—1925 |                                                                       |      |
| Флаг Дании                                                                                       | Дания                                                      | Дания                                                      | Король | Кристиан X | 1912—1947                                                             |      |
| Флаг Дании                                                                                       | Дания                                                      | Дания                                                      | Премьер-министр | Нильс Томасиус Неергорд Торвальд Стаунинг                                                                                    | 1920—1924 (1924—1926, 1929—1942)                                      |      |
|                                                                                                  | Ирландское Свободное государство (доминион Великобритании) | Ирландское Свободное государство (доминион Великобритании) | Король | Георг V | 1922—1936                                                             |      |
| Генерал-губернатор                                                                               | Ирландское Свободное государство (доминион Великобритании) | Ирландское Свободное государство (доминион Великобритании) | Тимоти Хили | 1922—1928 |                                                                       |      |
| Председатель исполнительного совета                                                              | Ирландское Свободное государство (доминион Великобритании) | Ирландское Свободное государство (доминион Великобритании) | Уильям Томас Косгрейв | 1922—1932 |                                                                       |      |
|                                                                                                  | Исландия                                                   | Исландия                                                   | Король | Кристиан X | 1918—1944                                                             |      |
| Премьер-министр                                                                                  | Исландия                                                   | Исландия                                                   | Сигюрдюр Эггерс Йоун Магнуссон                                                                                                | 1922—1924 (1918—1922, 1924—1926)                                                                                             |                                                                       |      |
|                                                                                                  | Испания                                                    | Испания                                                    | Король | Альфонсо XIII | 1886—1931                                                             |      |
| Премьер-министр                                                                                  | Испания                                                    | Испания                                                    | Мигель Примо де Ривера | 1923—1930 |                                                                       |      |
|                                                                                                  | Италия                                                     | Италия                                                     | Король | Виктор Эммануил III | 1900—1946                                                             |      |
| Премьер-министр                                                                                  | Италия                                                     | Италия                                                     | Бенито Муссолини | 1922—1943 |                                                                       |      |
|                                                                                                  | Латвия                                                     | Латвия                                                     | Президент | Янис Чаксте | 1922—1927                                                             |      |
| Премьер-министр                                                                                  | Латвия                                                     | Латвия                                                     | Зигфрид Мейеровиц Вольдемар Замуэль Хуго Целминьш                                                                             | (1921—1923, 1923—1924) 1924 (1924—1925, 1928—1931)                                                                           |                                                                       |      |
|                                                                                                  | Литва                                                      | Литва                                                      | Президент | Александрас Стульгинскис | 1920—1926                                                             |      |
| Премьер-министр                                                                                  | Литва                                                      | Литва                                                      | Эрнестас Галванаускас Антанас Туменас                                                                                         | (1919—1920, 1922—1924) 1924—1925                                                                                             |                                                                       |      |
|                                                                                                  | Лихтенштейн                                                | Лихтенштейн                                                | Князь | Иоганн II | 1858—1929                                                             |      |
| Премьер-министр                                                                                  | Лихтенштейн                                                | Лихтенштейн                                                | Густав Шедлер | 1922—1928 |                                                                       |      |
| Флаг Люксембурга                                                                                 | Люксембург                                                 | Люксембург                                                 | Великая герцогиня | Шарлотта | 1919—1964                                                             |      |
| Флаг Люксембурга                                                                                 | Люксембург                                                 | Люксембург                                                 | Премьер-министр | Эмиль Ройтер | 1918—1925                                                             |      |
| Флаг Монако                                                                                      | Монако                                                     | Монако                                                     | Князь | Луи II | 1922—1949                                                             |      |
| Флаг Монако                                                                                      | Монако                                                     | Монако                                                     | Премьер-министр | Морис Пьет | 1923—1932                                                             |      |
| Флаг Нидерландов                                                                                 | Нидерланды                                                 | Нидерланды                                                 | Королева | Вильгельмина | 1890—1948                                                             |      |
| Флаг Нидерландов                                                                                 | Нидерланды                                                 | Нидерланды                                                 | Премьер-министр | Шарль Рёйс де Беренбрук | 1918—1925, 1929—1933                                                  |      |
| Флаг Норвегии                                                                                    | Норвегия                                                   | Норвегия                                                   | Король | Хокон VII | 1905—1957                                                             |      |
| Флаг Норвегии                                                                                    | Норвегия                                                   | Норвегия                                                   | Премьер-министр | Абрахам Теодор Берге Йохан Лудвиг Мовинкель                                                                                  | (1920—1921, 1923) 1923—1924 (1924—1926, 1928—1931, 1933—1935)         |      |
| Флаг Польши                                                                                      | Польша                                                     | Польша                                                     | Президент | Станислав Войцеховский | 1922—1926                                                             |      |
| Флаг Польши                                                                                      | Польша                                                     | Польша                                                     | Премьер-министр | Владислав Грабский | 1920, 1923—1925                                                       |      |
|                                                                                                  | Португалия                                                 | Португалия                                                 | Президент | Мануэл Тейшейра Гомиш | 1923—1925                                                             |      |
| Премьер-министр                                                                                  | Португалия                                                 | Португалия                                                 | Алвару де Каштру Алфреду Родригеш Гашпар Жозе Домингеш душ Сантуш                                                             | (1920, 1923—1924) 1924 —1925                                                                                                 |                                                                       |      |
|                                                                                                  | Румыния                                                    | Румыния                                                    | Король | Фердинанд I | 1914—1927                                                             |      |
| Премьер-министр                                                                                  | Румыния                                                    | Румыния                                                    | Ионел Брэтиану | 1909—1911, 1914—1918, 1918—1919, 1922—1926, 1927                                                                             |                                                                       |      |
| Флаг Сан-Марино                                                                                  | Сан-Марино                                                 | Сан-Марино                                                 | Капитаны-регенты | Марино Борбикони и Марио Микетти Анджело Манцони Боргези и Франческо Муларони Франческо Морри и Джироламо Гоци               | 1923—1924 —1925                                                       |      |
|                                                                                                  | Святой Престол                                             | Святой Престол                                             | Папа | Пий XI | 1922—1939                                                             |      |
|                                                                                                  | Королевство сербов, хорватов и словенцев                   | Королевство сербов, хорватов и словенцев                   | Король | Александр I Карагеоргиевич                                                                                                   | 1921—1934                                                             |      |
| Премьер-министр                                                                                  | Королевство сербов, хорватов и словенцев                   | Королевство сербов, хорватов и словенцев                   | Никола Пашич Любомир Давидович                                                                                                | (1918, 1921—1924, 1924—1926) (1919—1920, 1924)                                                                               |                                                                       |      |
|                                                                                                  | Союз Советских Социалистических Республик                  | Союз Советских Социалистических Республик                  | Председатели ВЦИК | Михаил Калинин (от РСФСР) | 1922—1938                                                             |      |
| Григорий Петровский (от Украинской ССР)                                                          | Союз Советских Социалистических Республик                  | Союз Советских Социалистических Республик                  | Председатели ВЦИК | 1920—1938 |                                                                       |      |
| Александр Червяков (от Белорусской ССР)                                                          | Союз Советских Социалистических Республик                  | Союз Советских Социалистических Республик                  | Председатели ВЦИК | 1922—1937 |                                                                       |      |
| Нариман Нариманов (от Закавказской СФСР)                                                         | Союз Советских Социалистических Республик                  | Союз Советских Социалистических Республик                  | Председатели ВЦИК | 1922—1925 |                                                                       |      |
| Председатель Совета народных комиссаров                                                          | Союз Советских Социалистических Республик                  | Союз Советских Социалистических Республик                  | Владимир Ленин Алексей Рыков                                                                                                  | 1923—1924 —1930 |                                                                       |      |
| Генеральный секретарь ЦК РКП(б)                                                                  | Союз Советских Социалистических Республик                  | Союз Советских Социалистических Республик                  | Иосиф Сталин | 1922—1925 |                                                                       |      |
|                                                                                                  | Финляндия                                                  | Финляндия                                                  | Президент | Каарло Юхо Стольберг | 1919—1925                                                             |      |
| Премьер-министр                                                                                  | Финляндия                                                  | Финляндия                                                  | Кюёсти Каллио Аймо Каяндер Лаури Ингман                                                                                       | (1922—1924, 1925—1926, 1929—1930, 1936—1937) (1922, 1924 1937—1939) (1918—1919, 1924—1925)                                   |                                                                       |      |
|                                                                                                  | Франция                                                    | Франция                                                    | Президент | Александр Мильеран Гастон Думерг                                                                                             | 1920—1924 —1931                                                       |      |
| Премьер-министр                                                                                  | Франция                                                    | Франция                                                    | Раймон Пуанкаре Фредерик Франсуа-Марсаль Эдуар Эррио                                                                          | (1912—1913, 1922—1924, 1926—1929) 1924 (1924—1925, 1926, 1932)                                                               |                                                                       |      |
|                                                                                                  | Чехословакия                                               | Чехословакия                                               | Президент | Томаш Масарик | 1918—1935                                                             |      |
| Премьер-министр                                                                                  | Чехословакия                                               | Чехословакия                                               | Антонин Швегла | 1922—1926, 1926—1929 |                                                                       |      |
| Флаг Швейцарии                                                                                   | Швейцария                                                  | Швейцария                                                  | Президент | Эрнест Шуар | 1924                                                                  |      |
|                                                                                                  | Швеция                                                     | Швеция                                                     | Король | Густав V | 1907—1950                                                             |      |
| Премьер-министр                                                                                  | Швеция                                                     | Швеция                                                     | Эрнст Трюгер Карл Брантинг | 1923—1924 (1920, 1921—1923, 1924—1925)                                                                                       |                                                                       |      |
|                                                                                                  | Эстонская Республика                                       | Эстонская Республика                                       | Государственный старейшина | Константин Пятс Фридрих Акель Юрий Яксон                                                                                     | (1921—1922, 1923—1924, 1931—1932, 1932—1933, 1933—1934) 1924 —1925    |      |

## Океания
| Флаг                | Страна                             | Должность          | Имя                                    | Начало и конец срока | Фото |
| ------------------- | ---------------------------------- | ------------------ | -------------------------------------- | -------------------- | ---- |
|                     | Австралия                          | Король             | Георг V                                | 1910—1936            |      |
| Генерал-губернатор  | Австралия                          | Генри Форстер      | 1920—1925                              |                      |      |
| Премьер-министр     | Австралия                          | Стэнли Брюс        | 1923—1929                              |                      |      |
| Флаг Новой Зеландии | Новая Зеландия                     | Король             | Георг V                                | 1910—1936            |      |
| Флаг Новой Зеландии | Новая Зеландия                     | Генерал-губернатор | Джон Рашуорт Джеллико Чарльз Фергюссон | 1920—1924 —1930      |      |
| Флаг Новой Зеландии | Новая Зеландия                     | Премьер-министр    | Уильям Мэсси                           | 1912—1925            |      |
| Флаг Тонги          | Тонга (протекторат Великобритании) | Королева           | Салоте Тупоу III                       | 1918—1965            |      |
| Флаг Тонги          | Тонга (протекторат Великобритании) | Премьер            | Вилиами Тунги Маилефихи                | 1923—1941            |      |

## Северная и Центральная Америка
| Флаг                          | Страна                    | Должность           | Имя                                                                                                  | Начало и конец срока                        | Фото |
| ----------------------------- | ------------------------- | ------------------- | --- | ------------------------------------------- | ---- |
|                               | Гаити                     | Президент           | Луи Борно                                                                                            | 1922—1930                                   |      |
| Флаг Гватемалы                | Гватемала                 | Президент           | Хосе Мария Орельяна Пинто                                                                            | 1921—1926                                   |      |
| Флаг Гондураса                | Гондурас                  | Президент           | Рафаэль Лопес Гутьеррес Франсиско Буэсо Куэльяр (и. о.) Тибурсио Кариас Андино (и. о.) Висенте Тоста | 1920—1924 —1925                             |      |
| Флаг Доминиканской Республики | Доминиканская Республика  | Президент           | Хуан Баутиста Висини Бургос Орасио Васкес                                                            | 1922—1924 —1930                             |      |
|                               | Канада                    | Король              | Георг V                                                                                              | 1910—1936                                   |      |
| Генерал-губернатор            | Канада                    | Джулиан Бинг        | 1921—1926                                                                                            |                                             |      |
| Премьер-министр               | Канада                    | Уильям Макензи Кинг | 1921—1926, 1926—1930, 1935—1948                                                                      |                                             |      |
|                               | Коста-Рика                | Президент           | Хулио Акоста Гарсиа Рикардо Хименес Ореамуно                                                         | 1920—1924 (1910—1914, 1924—1928, 1932—1936) |      |
|                               | Куба                      | Президент           | Альфредо Сайас-и-Альфонсо                                                                            | 1921—1925                                   |      |
|                               | Мексика                   | Президент           | Альваро Обрегон Плутарко Элиас Кальес                                                                | 1920—1924 —1928                             |      |
|                               | Никарагуа                 | Президент           | Бартоломе Мартинес Гонсалес                                                                          | 1923—1925                                   |      |
|                               | Панама                    | Президент           | Белисарио Поррас Родольфо Чиари                                                                      | (1912—1916, 1918—1920, 1920—1924) 1924—1928 |      |
| Флаг Сальвадора               | Сальвадор                 | Президент           | Альфонсо Киньонес Молина                                                                             | 1914—1915, 1918—1919, 1923—1927             |      |
|                               | Соединённые Штаты Америки | Президент           | Калвин Кулидж                                                                                        | 1923—1929                                   |      |

## Южная Америка
| Флаг           | Страна    | Должность | Имя                                        | Начало и конец срока                   | Фото |
| -------------- | --------- | --------- | ------------------------------------------ | -------------------------------------- | ---- |
| Флаг Аргентины | Аргентина | Президент | Марсело Торкуато де Альвеар                | 1922—1928                              |      |
| Флаг Боливии   | Боливия   | Президент | Роза Баутиста Саавеедра                    | 1921—1925                              |      |
|                | Бразилия  | Президент | Артур Бернардис                            | 1922—1926                              |      |
|                | Венесуэла | Президент | Хуан Висенте Гомес                         | 1908—1913, 1922—1929, 1931—1935        |      |
| Флаг Колумбии  | Колумбия  | Президент | Педро Нель Оспина Васкес                   | 1922—1926                              |      |
|                | Парагвай  | Президент | Элихио Айяла Луис Альберто Риарт (и. о.)   | (1923—1924, 1924—1928) 1924            |      |
|                | Перу      | Президент | Аугусто Легия                              | 1908—1912, 1919—1930                   |      |
| Флаг Уругвая   | Уругвай   | Президент | Хосе Серрато Бергеро                       | 1923—1927                              |      |
| Флаг Чили      | Чили      | Президент | Артуро Алессандри Луис Альтамирано (и. о.) | (1920—1924, 1925, 1932—1937) 1924—1925 |      |
| Флаг Эквадора  | Эквадор   | Президент | Хосе Луис Тамайо Гонсало Кордова           | 1920—1924 —1925                        |      |

## Комментарии
1. ↑  Военный, маршал. Глава Чжилийской клики. Свергнут в ходе переворота 23 октября 1924 года, арестован. Освобождён в 1926 году и отошёл от политики. Скончался в Тяньцзине в 1938 году.
2. ↑  Военный, маршал. Глава Аньхойской клики. Премьер-министр в 1916—1918 годах. В 1920 году был изгнан из Пекина, жил в Тяньцзине, пользовался поддержкой Японии. 19 сентября объявил войну Цао Куню, 25 октября заявил о своей поддержке переворота в Пекине, 18 ноября после переговоров между Фын Юйсяном и Чжан Цзолинем выдвинут на пост президента.
3. ↑  Глава государства в 1923 году. В октябре 1924 года бежал в Шанхай, в 1930-х годах активно сотрудничал с Японией. С 1937 года губернатор провинции Хэбэй. Скончался в 1940 году.
4. ↑  Генеральный директор Бюро помощи голодающим. Бывший чиновник и дипломат Империи. Премьер-министр в 1914 году, занимал пост министра иностранных дел. Подал в отставку после конфликта с министром финансов Ван Комином. Затем возглавлял Комитет по иностранным делам, был ректором Китайско-французского университета. В 1929 году выехал на лечение в Шанхай и Ханчжоу. Скончался в 1931 году.
5. ↑  Министр иностранных дел в предыдущем кабинете. Обучался в Шанхае и Колумбийском университете США, доктор философии. Был секретарём президента Юань Шикая. Дипломат, представитель в Лиге Наций, с 1922 года неоднократно возглавлял министерство иностранных дел.
6. ↑  Премьер-министр в 1921 и 1922 годах, занимал министерские посты. Отстранён от власти. В 1926 году вновь возглавил правительство.
7. ↑  Номинальный глава государства с 1921 года. Скончался 20 мая 1924 года в Урге от рака горла в возрасте ок. 55 лет.
8. ↑  Пятый наследственный премьер-министр рода Рана, генерал-фельдмаршал.
9. ↑  В марте принял титул халифа после ликвидации халифата в Турции. После того, как армия Неджда 5 сентября взяла Таиф, отрёкся от престола в пользу сына, сохранив титул халифа. Эмигрировал в Трансиорданию. Скончался в 1931 году в Аммане.
10. ↑  Старший сын короля Хусейна. Получил образование в Стамбуле. Наследник престола. Дал согласие занять престол только 6 октября, но отказался от титула халифа. В ходе Недждо-хиджазской войны (1924—1925) 13 октября 1924 года войска Неджда заняли Мекку.
11. ↑  Военный, адмирал. Подал в отставку после покушения коммуниста Намбы Дайсукэ на регента Хирохито 27 декабря 1923 года. После отставки возглавлял правительственную Сацумскую фракцию, опиравшуюся на флот. Скончался в 1933 году.
12. ↑  Независимый, председатель Тайного совета, виконт. Назначен на пост регентом Хирохито 1 января 1924 года. 3 января подавал в отставку, но она не была принята. 7 января кабинет был утверждён регентом. Начал карьеру в министерстве юстиции, депутат с 1891 года, в 1914 году отказался от поста премьер-министра. Распустил парламент и 10 мая провёл досрочные выборы, после чего 7 июня ушёл в отставку. В 1928 году получил титул графа. Скончался в 1942 году.
13. ↑  Юрист, был послом в Великобритании, министром иностранных дел, депутатом. После выборов 10 мая 1924 года сформировал коалиционный кабинет партий Риккэн Сэйюкай, Кэнсекай и Какусин.
14. ↑  Подал в отставку 17 января после победы партии ВАФД на выборах 27 октября 1923 года и 12 января 1924 года. После отставки стал лидером монархической Объединённой партии и председателем Сената. Скончался в 1936 году.
15. ↑  Лидер националистической партии Вафд. Из крестьян, получил исламское образование, затем обучался в Каире и Париже. Юрист, адвокат, судья. Участник антибританского движения 1881 года. Министр юстиции в 1910—1912 годах, депутат. Один из лидеров антибританского движения в 1919 году, сослан на Мальту. Вернулся в Египет после введения Конституции 1923 года и основал партию Вафд, победившую на первых парламентских выборах. После убийства 20 ноября в Каире британского генерал-губернатора Судана генерала Ли Стэка Великобритания предъявила Египту ультиматум с требованием вывода армии из Судана. 23 ноября Палата депутатов отклонила ультиматум, а правительство отказалось взять на себя ответственность за покушение. 24 ноября Саад Заглул подал королю прошение об отставке. В 1926 году был избран председателем Палаты депутатов. Скончался в 1927 году.
16. ↑  Министр коммуникаций, сенатор. Назначен на пост королём после отставки демократического кабинета Саада Заглула. Получил образование в иезуитском колледже в Каире и во Франции. Юрист, член Апелляционного суда. Был губернатором Александрии, министром по делам религии, министром образования.
17. ↑  Истёк четырёхлетний срок полномочий. Вернулся в Англию, занимался благотворительностью. Скончался в 1938 году в Лондоне от рака желудка.
18. ↑  Британский аристократ, граф, брат королевы Марии, жены Георга V. Получил военное образование, участник Англо-бурской и Первой мировой войн, генерал-майор. Назначен в конце 1923 года.
19. ↑  Подал в отставку 23 июня 1924 года после поражения правящей Объединённой партии на выборах 19 июня 1924 года. В 1939 году вновь возглавил правительство.
20. ↑  Представитель Националистической партии. Юрист, судья. В период Англо-бурской войны — генерал, заместитель командующего армией Оранжевого Свободного Государства, один из организаторов партизанского движения. Министр юстиции в 1910—1912 годах. Сформировал правительство после победы Национальной партии на выборах 19 июня 1924 года.
21. ↑  Представитель Христианско-социальной партии. Подал в отставку 18 ноября 1924 года после неудачи переговоров с главами земельных правительств о перераспределении полномочий. В 1926 году вновь возглавил правительство.
22. ↑  Лидер правого крыла Христианско-социальной партии. Депутат Учредительного собрания и парламента, государственный секретарь, затем министр юстиции в начале 1920-х. Формирование правительства поручено 18 ноября 1924 года.
23. ↑  Подал в отставку 25 февраля 1924 года после того, как 23 февраля был легко ранен во время покушения. В период Июньской революции бежал в Югославию, был заочно приговорён к смертной казни. В декабре 1924 года во главе отрядов оппозиции вторгся в страну и сверг режим епископа Феофана Ноли.
24. ↑  Крупный землевладелец, лидер Прогрессивной партии, родственник Ахмета Зогу. Ушёл в отставку в условиях антиправительственного движения, начавшегося после убийства 22 апреля лидера оппозиции Авни Рустеми. В период Июньской революции бежал, был заочно приговорён к смерти. По возвращении в страну находился в оппозиции режиму А.Зогу. Глава марионеточного правительства в период итальянской оккупации (1939—1941). Скончался в 1946 году в Цюрихе.
25. ↑  Премьер-министр в 1920—1921 годах, министр иностранных дел с марта 1924 года. Возглавил правительство в условиях антиправительственного восстания. Свергнут 10 июня в ходе Июньской революции.
26. ↑  Восстановлен на посту после взятия 24 декабря 1924 года Тираны отрядами Ахмета Зогу.
27. ↑  Священник, писатель, переводчик, основатель и глава Албанской православной церкви. Окончил Гарвардский университет в США, с 1921 года депутат албанского парламента, занимал пост министра иностранных дел. Возглавил правительство в период Июньской революции. Свергнут после вторжения 13 декабря 1924 года отрядов оппозиции из Югославии. Бежал в Италию, жил в США. Скончался в 1965 году во Флориде.
28. ↑  Представитель Консервативной партии. Подал в отставку 22 января 1924 года после поражения консерваторов на парламентских выборах 6 декабря 1923 года.
29. ↑  Представитель Консервативной партии. Возглавил правительство после укрепления позиций консерваторов на парламентских выборах 29 октября 1924 года.
30. ↑  Представитель Лейбористской партии. Учитель, депутат с 1892 года, с 1906 года член Лейбористской партии. Сформировал первое лейбористское правительство в истории Великобритании. Подал в отставку 9 октября 1924 года после роспуска парламента и назначения новых парламентских выборов. В 1929 году вновь возглавил правительство.
31. ↑  19 декабря 1923 года покинул Грецию. 25 марта 1924 года низложен Учредительным собранием, его имущество конфисковано. Жил в Румынии, с 1932 года — в Великобритании. В 1935 году возвращён на престол.
32. ↑  Занял пост после того как на плебисците 13 апреля 1924 года большинство проголосовавших высказалось за упразднение монархии. Адмирал. Избран парламентом. Срок полномочий — 5 лет.
33. ↑  Передал власть правительству Либеральной партии, победившей на выборах 16 декабря 1923 года. После отставки был депутатом, сенатором, председателем Сената. После 1938 года был сослан, в период оккупации был отправлен в тюрьму. После 1944 года занимал министерские посты. Скончался в 1966 году.
34. ↑  Лидер Либеральной партии. 4 февраля подал в отставку по состоянию здоровья и вследствие политических противоречий в парламенте. 10 марта выехал в Париж. Вновь возглавил правительство в 1928 году.
35. ↑  Представитель Либеральной партии. Юрист, депутат, в 1915 году впервые занял пост министра внутренних дел. С января 1924 года министр юстиции. Предложен на пост Э.Венизелосом. Подал в отставку 9 марта 1924 года под давлением радикальных республиканцев. После отставки основал Прогрессивную либеральную партию, занимал министерские посты. Скончался в 1946 году.
36. ↑  Либерал-демократ, лидер Республиканского союза. Юрист, философ, социолог и политолог. Депутат с 1910 года, неоднократно занимал министерские посты. Подал в отставку после конфликта с армией в конце июня 1924 года. С 1926 года министр сельского хозяйства.
37. ↑  Либерал. Министр внутренних дел в кабинетах Э.Венизелоса и Г.Кафандариса. Археолог, в политике с 1900 года, министр внутренних дел в 1917 году. После отставки был председателем Палаты депутатов, военным министром (1928—1930). После переворота 1935 года арестован. В 1945 году вновь возглавил правительство.
38. ↑  Либерал. Депутат с 1911 года.
39. ↑  Представитель либеральной партии Венстре. Подал в отставку 23 апреля после победы Социал-демократической партии на выборах 11 апреля 1924 года. После отставки был председателем ряда парламентских комитетов. Скончался в 1936 году в Копенгагене.
40. ↑  Социал-демократ. Начинал рабочим на табачной фабрике, примкнул в социал-демократическому движению, депутат с 1906 года. В 1909 году возглавил Социал-демократическую партию, в 1919—1924 годах — мэр Копенгагена. Министр с 1918 года.
41. ↑  Журналист, адвокат, уехал из Ирландии, начинал клерком на фабрике в Лондоне, долгое время был депутатом парламента. Предложен на пост генерал-губернатора У.Косгрейвом.
42. ↑  Избран 1-м Сеймом Латвии (93 голоса «за», 6 воздержались) после того, как 7 ноября 1922 года вступила в силу принятая Учредительным собранием Конституция Латвии от 15 февраля 1922 года. Срок полномочий равен сроку полномочий Сейма.
43. ↑  Представитель Крестьянского союза Латвии. Подал в отставку 15 января 1924 года после запроса о нападении офицеров Либавского гарнизона на социал-демократических депутатов. Погиб в автомобильной катастрофе в августе 1925 года.
44. ↑  Юрист, адвокат. Председатель Временного национального совета в 1917 году, депутат Учредительного собрания. Занимал посты министра сельского хозяйства (1921—1922), министра юстиции (1924), и пр. Беспартийный. Правительство одобрено Сеймом 25 января 1924 года (54 голосов «за», 19 — против и 17 воздержались). Подал в отставку 2 декабря 1924 года, лишившись парламентской поддержки. Кандидат в президенты в 1927 году. Скончался в эмиграции в Германии в 1948 году.
45. ↑  Представитель Крестьянского союза Латвии. Окончил Рижский политехнический институт, агроном, один из лидеров кооперативного движения в Латвии. Участник Русско-японской и Первой мировой войн, был в германском плену. Занимал министерские посты . Кабинет утверждён Сеймом 17 декабря (40 голосов «за», 37 — против и 5 воздержались).
46. ↑  После того, как на выборах 10-11 октября 1922 года был избран 1-й Сейм Литвы, собравшийся 13 ноября, стал временным президентом. Через месяц избран Сеймом на пост президента.
47. ↑  Представитель Литовского крестьянского союза. После отставки — представитель в Лондоне (до 1927), ректор Клайпедского коммерческого университета, министр финансов (1939—1940). В 1941 году член Литовского национального комитета. Эмигрировал, скончался в 1967 году во Франции.
48. ↑  Христианский демократ. Адвокат, окончил Варшавский и Санкт-Петербургский университеты. Депутат Учредительного собрания, министр юстиции в правительстве Э.Гальванаускаса.
49. ↑  Представитель Консервативной партии Хейре. Подал в отставку 7 июля 1924 года после провала попыток правительства отменить сухой закон. Продолжил активно заниматься политической деятельностью. Скончался в 1936 году.
50. ↑  Парламентский лидер Либеральной партии Венстре, министр иностранных дел. Владелец судоходной кампании, мэр Бергена, лидер либеральной парламентской фракции в 1916—1918 годах. Занимал пост министра торговли (1921—1922). Формирование правительства поручено 24 июля 1924 года.
51. ↑  Представитель правящей Демократической партии. Скончался в 1928 году в Коимбре.
52. ↑  Военный, морской офицер. После отставки активного участия в политике не принимал. Скончался в Лиссабоне в 1938 году.
53. ↑  Представитель правящей Демократической партии, министр юстиции. Окончил Коимбрский университет, юрист, адвокат, преподаватель. Депутат с 1918 года. Отличился во время монархического мятежа 1919 года в Порту и был назначен министром труда и социального обеспечения. В дальнейшем также занимал пост министра торговли.
54. ↑  Представитель Народной радикальной партии 27 марта вместо однопартийного сформировал коалиционное правительство с Независимой демократической партией, 21 мая сформировал новый кабинет на той же основе. Подал в отставку 24 июля 1924 года сославшись на состояние здоровья, после того, как лишился поддержки в парламенте.
55. ↑  Сформировал коалиционный кабинет (сербская Народная радикальная партия и Независимая демократическая партия.
56. ↑  Представитель Демократической партии. Премьер-министр в 1919—1920 годах. Формирование правительства поручено 26 июля после неудачной попытки С.Йовановича. Вечером 27 июля сформировал коалиционный кабинет (Демократическая партия, словенские радикалы и боснийские мусульмане при поддержке Хорватской крестьянской партии. 29 июля кабинет одобрен Скупщиной (168 против 123). 10 октября Хорватская крестьянская партия отказала правительству в поддержке, придворные и военные круги потребовали его отставки. Продолжил возглавлять Демократическую партию. Скончался в 1940 году в Белграде.
57. ↑  Отошёл от государственной деятельности по болезни в 1923 году. Скончался 21 января 1924 года в Горках после очередного инсульта. Похоронен в мавзолее на Красной площади.
58. ↑  Председатель ВСНХ СССР и заместитель председателя СНК СССР с 1923 года. Член РСДРП с 1898 года, учился в Казанском университете. За революционную деятельность был сослан. Занимал посты наркома внутренних дел, председателя ВСНХ РСФСР и зампреда СНК РСФСР. С 1922 года член Политбюро ЦК РКП(б).
59. ↑  Представитель партии Аграрный союз. Ушёл в отставку 16 января 1924 года. В 1925 году вновь сформировал кабинет.
60. ↑  Профессор лесоводства, премьер-министр в 1922 году. В 1937 году вновь сформировал правительство.
61. ↑  Представитель Национальной коалиционной партии.
62. ↑  Ушёл в отставку 11 июня 1924 года после того, как лидеры победившего на выборах 11 мая Левого блока отказались с ним сотрудничать, а назначенный Мильераном кабинет Франсуа Марсиаля не был утверждён Палатой депутатов. Семилетний срок полномочий истекал 23 сентября 1927 года. После отставки основал Националльно-республиканскую лигу, был председателем Лиги патриотов. Сенатор. Скончался в 1943 году.
63. ↑  Радикал-социалист. Юрист, чиновник колониальной администрации в Алжире и Индокитае . Премьер-министр в 1913—1914 годах. После отставки был министром колоний, председателем Сената. Избран президентом победив Поля Пенлеве (515 голосов против 300). Срок полномочий, семь лет, до 13 июня 1931 года.
64. ↑  Представитель правого Национального блока. Уходил в отставку 26 марта 1924 года и 29 марта сформировал кабинет на новой основе (Республиканский союз, Республиканско-демократический союз, республиканско-демократическая левая, левые республиканцы и радикал-социалисты). Подал в отставку 1 июня 1924 года после победы Левого блока на выборах 11 мая 1924 года. В 1926 году вновь возглавил правительство.
65. ↑  Военный, служил в Индокитае, затем был генеральным директором ряда банков. Министр финансов в 1920—1921 и в 1924 годах. Доверенное лицо А.Мильерана, назначен президентом после отказа Э.Эррио, П.Пенлеве и Т.Стега возглавить правительство. Сформировал кабинет с опорой на меньшинство Национального блока (Республиканский союз, Республиканско-демократический союз, демократическая левая, республиканско-демократическая левая, Республиканские и социальное действие и левые республиканцы). Ушёл в отставку не получив вотума доверия.
66. ↑  Представитель Партии республиканцев, радикалов и радикал-социалистов. Депутат, министр, мэр Лиона. Отклонил предложение президента А.Мильерана сформировать правительство, после отставки последнего возглавил кабинет Левого блока (радикал-социалисты, радикальная левая, республиканцы-социалисты и левые республиканцы).
67. ↑  Представитель консервативной Национальной партии. Подал в отставку 14 октября 1924 года после победы социал-демократов на выборах 19 и 21 сентября 1924 года и отказа рикстага обсуждать вопрос о сокращении вооружений. Министр иностранных дел в 1928—1930 годах, затем отошёл от политики, посвятив себя академической деятельности. Скончался в 1943 году в Стокгольме после травмы ноги.
68. ↑  Лидер Социал-демократической партии. Формирование правительств поручено 15 октября. Сформировал однопартийный кабинет после победы СДПШ на всеобщих выборах.
69. ↑  В 1931 году вновь занял пост Государственного старейшины.
70. ↑  Врач-окулист, участник Русско-японской войны, мировой судья, председатель городской думы Таллина. В 1922-23 годах посол в Финляндии, с 1923 года министр иностранных дел. Избежал смерти во время предпринятой коммунистами 1 декабря 1924 года попытки переворота и 10 декабря подал в отставку ввиду нервного расстройства. После отставки был на дипломатической работе, избирался в парламент, был председателем Эстонского олимпийского комитета. В 1940 году арестован советскими органами внутренних дел. Расстрелян в 1941 году.
71. ↑  Юрист, присяжный поверенный, участник крестьянского кооперативного движения. Министр юстиции в 1918—1920 годах. Депутат. Начал формирование кабинета 13 декабря после отставки Ф.Акеля.
72. ↑  Британский аристократ, военный, адмирал. Завершился четырёхлетний срок полномочий. Вернулся в Англию, получил титул графа. Скончался в 1935 году в Лондоне от пневмонии.
73. ↑  Британский аристократ, военный. генерал. Служил в Судане, Египте и Ирландии, участник Первой мировой войны. После войны был военным губернатором Кёльна. Вышел в отставку, потерпел неудачу на парламентских выборах 1923 года и был назначен генерал-губернатором.
74. ↑  Военный, генерал. Конституционный президент, срок полномочий которого истёк 1 февраля 1924 года. Отказался передать власть избранному президенту. Свергнут в ходе Второй гражданской войны, 10 марта бежал из осаждённой столицы. Скончался в марте 1924 года в Амапале.
75. ↑  Юрист, преподаватель, директор школы, губернатор департамента. Отличился во время Гражданской войны, в 1907 году получил звание генерала. На выборах 27 и 28 октября 1923 года как кандидат от Национальной партии победил Поликарпо Бонилью (Либерально-конституционная партия) и Хуана Анхеля Ариаса (Либеральная партия). Не вступил на пост из-за противодействия президента Р.Лопеса Гутьерреса. 9 февраля 1924 года провозгласил себя президентом в Комаягуа. Отказался от власти в результате компромисса между различными группировками. Стал президентом в 1933 году.
76. ↑  Военный, генерал. Сделал карьеру в армии, отличился во время гражданской войны 1919 года. В декабре 1924 года провёл новые президентские выборы.
77. ↑  Временный президент. После ухода в отставку вернулся к сахарному бизнесу. Скончался в 1935 году.
78. ↑  Временный президент в 1899 году, президент в 1902—1903 годах. Как кандидат от Прогрессивного национального альянса победил на выборах 15 марта 1924 года Хасинто Пейнадо от Патриотической коалиции граждан. Срок полномочий — 6 лет, до 1930 года.
79. ↑  Представитель партии Национальный союз. Истёк четырёхлетний срок полномочий. После отставки был депутатом, возглавлял электроэнергетическую службу, службу социального страхования Коста-Рики. Министр иностранных дел в 1944—1948 годах. Скончался в июле 1954 года в Сан-Хосе. Незадолго до смерти провозглашён Национальным героем Коста-Рики.
80. ↑  Представитель Республиканской партии. Президент в 1910—1914 годах. После переворота 1917 года отошёл от политики, был членом Верховного суда. Депутат с 1922 года. На выборах 2 декабря 1923 года победил Альберто Эчанди Монтеро от Аграрной партии и Хорхе Волио Хименеса от Реформистской партии. Срок полномочий — 4 года, до 8 мая 1928 года.
81. ↑  Военный, генерал, конституционный президент. Истёк четырёхлетний срок полномочий. В дальнейшем сохранял влияние на политическую жизнь страны. Одержал победу на выборах 1 июля 1928 года, но уже 15 июля был застрелен в ресторане студентом-католиком.
82. ↑  Военный, генерал, министр внутренних дел, соратник А.Обрегона. Одержал победу на выборах 6 июля 1924 года как кандидат от Лейбористской партии, победив Анхеля Флореса от Национальной политической лиги. Был учителем, выдвинулся в период Мексиканской революции, получил звание генерала. Был губернатором штата Сонора, министром торговли, промышленности и труда. Поддержал переворот 1920 года, после чего был назначен министром внутренних дел. Срок полномочий — 4 года, до 1 декабря 1928 года.
83. ↑  Конституционный президент, либерал. Истёк четырёхлетний конституционный срок полномочий. После отставки большой роли в политике не играл. Скончался в 1942 году.
84. ↑  Представитель одной из фракций Либеральной партии. Самоучка, начинал карьеру в торговле, владелец сахарного завода. Занимал административные должности, в 1912—1914 годах был членом Национальной директории. Избран на выборах 2 сентября 1924 года, победив в союзе с консерваторами либерала Мануэля Кинтеро Вильяреаля, ставленника президента Белисарио Порраса. Срок полномочий — 4 года, до 1 октября 1928 года.
85. ↑  Близкий сподвижник И.Иригойена, один из основателей Гражданского радикального союза в 1891 году. Юрист, участник заговоров и переворотов 1890,1899 и 1905 годов. Депутат, в 1917 году отправлен послом во Францию. На президентских выборах 2 апреля 1922 года заочно одержал победу над Норберто Пинейро от Национальной концентрации, Карлоса Ибаргурена от Прогрессивно-демократической партии и социалиста Николаса Репетто. В сентябре вернулся в Буэнос-Айрес на французском корабле. Срок полномочий — 6 лет, до 12 октября 1928 года.
86. ↑  Временный президент. 3 февраля 1924 года выдвинут кандидатом в президенты и подал в отставку 17 марта. Победил на выборах 1924 года и вернулся на пост в качестве конституционного президента.
87. ↑  Срок полномочий — 4 года, до 15 августа 1928 года.
88. ↑  Временный президент, назначен Конгрессом после отставки Элихио Аялы. Юрист, адвокат. Занимал посты министра финансов, министра внутренних дел, военного министра. После отставки занимал посты военного министра, министра иностранных дел, вице-президента. Скончался в 1953 году.
89. ↑  Конституционный президент. После военного переворота 5 сентября 1924 года вынужден был удовлетворить требования военных и ввести их в правительство. 9 сентября, после того как Конгресс не принял его отставки, взял отпуск на 6 месяцев и скрылся с семьёй в посольстве США. 11 сентября вылетел в Аргентину. Вернулся к власти в 1925 году. Конституционный шестилетний срок полномочий истекал 23 декабря 1926 года.
90. ↑  Военный, дивизионный генерал. Изучал право в Университете Чили, в период гражданской войны 1891 года поступил на армейскую службу. Начальник Генерального штаба в 1912 году, командовал 2-й дивизией, с 1922 года был генеральный инспектор армии. Один из руководителей переворота 5 сентября 1924 года, в тот же день назначен военным министром, затем министром внутренних дел. 9 сентября назначен вице-президентом. После бегства А.Алессандри — глава государства, председатель военной хунты, в которую так же вошли генерал Хосе Пабло Беннет и адмирал Франсиско Нефт.
91. ↑  Конституционный президент. Истёк четырёхлетний срок полномочий. Отказался от пожизненной пенсии, работал в муниципалитете Гуаякиля. Скончался в 1947 году в Гуаякиле.
92. ↑  Конституционный президент. Избран на президентских выборах 1924 года. Писатель, журналист, педагог. Был депутатом и сенатором, занимал министерские посты, в том числе пост министра иностранных дел. Срок полномочий — 4 года, до 1 сентября 1928 года.